# André Lambert (football)
Pour les articles homonymes, voir Lambert.
André Lambert est un footballeur français né le 20 février 1877 et décédé le 8 septembre 1901 à Paris.

## Carrière
André, François, Léonard Lambert commence à évoluer au sein du Club français comme demi en 1895. Il y joue lorsqu'il est appelé pour faire partie de l'équipe olympique de l'USFSA représentant la France au tournoi de football aux Jeux olympiques d'été de 1900 à Paris. Il dispute les deux matchs contre les équipes anglaise et belge, marquant un but contre les Belges. La France sera a posteriori médaillée d'argent, la compétition étant à la base une démonstration.

## Palmarès
- Champion de France USFSA 1896
- Champion de Paris USFSA 1899 et 1900
- Coupe Manier 1900

## Décès
Considéré comme un des meilleurs footballeurs français de sa génération, André Lambert décède à son domicile du 173 de la rue de Vaugirard le 8 septembre 1901 des suites d'une phtisie. Ses obsèques eurent lieu deux jours plus tard à l'église Notre-Dame-des-Champs.Il fut ensuite inhumé au cimetière parisien de Bagneux.
Si on considère les deux rencontres disputées par l'équipe de France lors des Jeux Olympiques de 1900 comme des matches officiels, il est le premier international français à être décédé.